# Mathys Tel
Mathys Tel (Sarcelles, 2005. április 27. –) francia labdarúgó, csatár. A Premier League-ben szereplő Tottenham Hotspur játékosa.

## Pályafutása

### Klubcsapatokban

#### Stade Rennais
2020-ban csatlakozott a Rennes csapatához. 2021. augusztus 15-én mutatkozott be a felnőttek között a Brest ellen. 16 évesen és 110 napjával ő lett a legfiatalabb játékos, aki hivatalos meccsen pályára lépett a Rennes színeiben.

#### Bayern München
2022. július 26-án ötéves szerződést írt alá a bajorokkal. A Rennes-nek fizetett átigazolási díj bónuszokkal együtt 28,5 millió euró volt.
Augusztus 5-én 17 évesen és 100 naposan debütált a csapatban idegenbeli környezetben az Eintracht Frankfurt elleni 6–1-re nyert bajnokin. A második félidő 65. percében Serge Gnabry-t váltotta. Az első gólját a Bayern színében augusztus 31-én szerezte a Viktoria Köln elleni 0–5-s idegenbeli DFB-Pokal mérkőzésen.
Szeptember 10-én szerezte első bajnoki találatát a VfB Stuttgart elleni 2–2-s bajnokin, a találkozó első gólját a 36. percben lőtte.
Három nappal később lépett pályára élete első Bajnokok Ligája mérkőzésén, csereként a Barcelona elleni 2–0 során, a 80. percben Leroy Sanét váltva.

#### Tottenham Hotspur
2025. február 3-án vételi opcióval kölcsönbe került az angol Tottenham Hotspur csapatához, amely egy 50 millió eurós vásárlási opciót is szerzett a játékjogára. Első gólját az FA-kupában szerezte február 9-én, az Aston Villa ellen idegenben 2–1-re elvesztett mérkőzésen.
Június 15-én a megerősítették, hogy az angol klub élt opciós jogával és 2031-ig szóló szerződést kötött vele.

### A válogatottban
Többszörös korosztályos válogatott. Részt vett a 2022-es U17-es labdarúgó-Európa-bajnokságon, ahol aranyérmesként végeztek és három gólt szerzett. Bekerült Gérald Baticle 2025-ös U21-es labdarúgó-Európa-bajnokságon pályáralépő válogatottjába.

## Statisztika
2025. május 25-i állapot szerint
| Klub                        | Szezon           | Bajnokság        | Bajnokság | Bajnokság | Kupa  | Kupa  | Ligakupa | Ligakupa | Nemzetközi | Nemzetközi | Egyéb | Egyéb | Összes | Összes |
| Klub                        | Szezon           | Liga             | Mérk.     | Gólok     | Mérk. | Gólok | Mérk.    | Gólok    | Mérk.      | Gólok      | Mérk. | Gólok | Mérk.  | Gólok  |
| --------------------------- | ---------------- | ---------------- | --------- | --------- | ----- | ----- | -------- | -------- | ---------- | ---------- | ----- | ----- | ------ | ------ |
| Rennes B                    | 2021–22          | National 3       | 6         | 6         | —     | —     | —        | —        | —          | —          | —     | —     | 6      | 6      |
| Rennes B                    | Összesen         | Összesen         | 6         | 6         | 0     | 0     | 0        | 0        | 0          | 0          | 0     | 0     | 6      | 6      |
| Rennes                      | 2021–22          | Ligue 1          | 7         | 0         | 1     | 0     | —        | —        | 2          | 0          | —     | —     | 10     | 0      |
| Rennes                      | Összesen         | Összesen         | 7         | 0         | 1     | 0     | 0        | 0        | 2          | 0          | 0     | 0     | 10     | 0      |
| Bayern München              | 2022–23          | Bundesliga       | 22        | 5         | 1     | 1     | —        | —        | 5          | 0          | 0     | 0     | 28     | 6      |
| Bayern München              | 2023–24          | Bundesliga       | 30        | 7         | 2     | 1     | —        | —        | 8          | 2          | 1     | 0     | 41     | 10     |
| Bayern München              | 2024–25          | Bundesliga       | 8         | 0         | 3     | 0     | —        | —        | 3          | 0          | 0     | 0     | 14     | 0      |
| Bayern München              | Összesen         | Összesen         | 60        | 12        | 6     | 2     | 0        | 0        | 16         | 2          | 1     | 0     | 83     | 16     |
| Tottenham Hotspur (kölcsön) | 2024–25          | Premier League   | 13        | 2         | 1     | 1     | 1        | 0        | 5          | 0          | —     | —     | 20     | 3      |
| Tottenham Hotspur (kölcsön) | Összesen         | Összesen         | 13        | 2         | 1     | 1     | 1        | 0        | 5          | 0          | 0     | 0     | 20     | 3      |
| Tottenham Hotspur           | 2025–26          | Premier League   | 0         | 0         | 0     | 0     | 0        | 0        | 0          | 0          | 0     | 0     | 0      | 0      |
| Tottenham Hotspur           | Összesen         | Összesen         | 0         | 0         | 0     | 0     | 0        | 0        | 0          | 0          | 0     | 0     | 0      | 0      |
| Karrier összesen            | Karrier összesen | Karrier összesen | 86        | 20        | 8     | 3     | 1        | 0        | 23         | 2          | 1     | 0     | 119    | 25     |

1. ↑  Mérkőzése(i) a(z) UEFA Európa Konferencia Ligában
2. 1 2 3  Mérkőzése(i) a(z) Bajnokok Ligájában
3. ↑  Mérkőzése(i) a(z) Német szuperkupában
4. ↑  Mérkőzése(i) a(z) Európa-ligában

## Sikerei, díjai

### Klub
- Bayern München
  - Német bajnok: 2022–23, 2024–25

- Tottenham Hotspur
  - Európa-liga: 2024–25

### A válogatottban
- Franciaország U17
  - U17-es labdarúgó-Európa-bajnokság: 2022